# Javier Güemez
Javier Güemez Lopez (Culiacán, 17 ottobre 1991) è un calciatore messicano, centrocampista del Santos Laguna.

## Carriera

### Club
Ha sempre giocato nel campionato messicano.

### Nazionale
Ha esordito in nazionale nel 2014.